# チャールズ・D・B・キング
チャールズ・ダンバー・バージェス・キング（英語: Charles Dundar Burgess King, 1875年3月12日 - 1961年9月4日）は、リベリアの政治家。同国第17代大統領（在任: 1920年1月5日 - 1930年12月3日）。

## 来歴
1877年リベリアの首都モンロビアでシエラレオネ出身の両親の元生まれた。両親はシエラレオネの解放奴隷の子孫クリオ。大学で法律を学び、最高裁判所で働き、後にアメリカ務省になった。アーサー・バークレー大統領とダニエル・E・ハワード大統領下では国務長官を勤める。1919年5月第一次世界大戦中、リベリアの国際平和会議でキングは、ヴェルサイユ条約に署名もした。
1920年にリベリア大統領となり、第一次世界大戦の影響で国際市場でのゴムの価格が大幅に下落したことを受けて、リベリア産ゴムの価格安定のためにアメリカのファイアストン社と交渉した。ファイアストン社も西アフリカでゴム農園ができる場所を探していたため、1926年にファイアストン社と協定を結んだ。キングはファイアストン社に対し、ゴムノキ農園用地を99年間貸与する契約を結び、代替に財政援助を受けることとなった。
1917年の大統領選でもキングは再選するが、独裁的なやり方は批判も受けていた。1917年の大統領選でキングは地滑り的勝利を獲得していた。不正選挙も行っており、1927年の選挙に至っては、正式発表された獲得票数が有権者数の12倍に達していた。このため、キングは1982年のギネスブックで歴代不正選挙で就任した大統領の座一位を獲得している。
そして、1930年リベリア政府高官らが現地部族の労働者を強制的に船積みにし強制労働のためフェルナンドポー島に送り込んで、奴隷貿易の様な行為をしているとのスキャンダルが発生した。強制労働の報告書はクリスティー報告書が出版した報告書で、キングは慌てて、この出版を弾圧し始めた。また、国際連盟を要請し調査団を派遣した。そして、こうした国際的非難にはある程度の根拠があると発言し、副大統領アレン・ヤンシーの関与を仄めかした。その結果キングへの批判が高まり、このスキャンダルの責任からヤンシーと国務長官のエドウィン・バークレーらが辞任し、キングも大統領職を辞任した。
キングの後継者としてアーサー・バークレーの甥で国務長官を辞任したエドウィン・バークレーが大統領に就任した。強制労働のスキャンダルにより大統領職を失ったキングは、その後彼が所有している秘密のゴム農園で不正をしていた。また、国連リベリアへの初の常設代表にも就任したが、1958年に完全に引退し、1961年に死去するまでリベリアにおけるプロテスタント聖公会のメイソンとそして活躍していた。